# Elaphoglossum costaricense
Elaphoglossum costaricense là một loài thực vật có mạch trong họ Lomariopsidaceae. Loài này được H. Christ mô tả khoa học đầu tiên năm 1909.